# Bernardo Giner de los Ríos
Pour les articles homonymes, voir Giner de los Ríos.
Bernardo Giner de los Ríos est un architecte, écrivain et homme politique espagnol né à Malaga le 31 janvier 1888 et mort à Mexico le 22 août 1970 .

## Biographie
Bernardo Giner de los Ríos est membre d’un famille bourgeoise andalouse de tradition libérale et républicaine. Il est le fils de l'universitaire Hermenegildo Giner de los Ríos et de la peintre Laura García Hoppe, et neveu du philosophe Francisco Giner de los Ríos, qui ont participé à la fondation de l’Institution libre d'enseignement (ILE). Il est le cousin de Fernando de los Ríos (1879-1949), professeur d’université, député socialiste au Parlement, ministre de la Justice et de l’Éducation.
Bernardo Giner de los Ríos a été inspecteur d’école de la province d’Alicante. Il s’est spécialisé dans la construction d'écoles construites pour la plupart à Madrid et dans sa région.
Député, il est ministre des Communications, des Transports et des Travaux publics pendant la Deuxième République espagnole. Après la guerre civile, il s’exile en France, où il occupe pendant cinq ans le poste de secrétaire général de la présidence de la République. Il émigre ensuite au Mexique, où il publie en 1952 une Histoire de l'architecture espagnole du XXe siècle.
C'est à son initiative et sous sa direction que reprend au Mexique, dans les années 1961-1970, la publication du « Boletín de la Institution Libre d'Enseignement » (BLE), dont à Madrid, la publication, suspendue depuis 1936, n’a repris qu'en 1977, après la légalisation de la « Fundación Francisco Giner de los Ríos ».

## Cincuenta años de arquitectura española. (1900-1950)

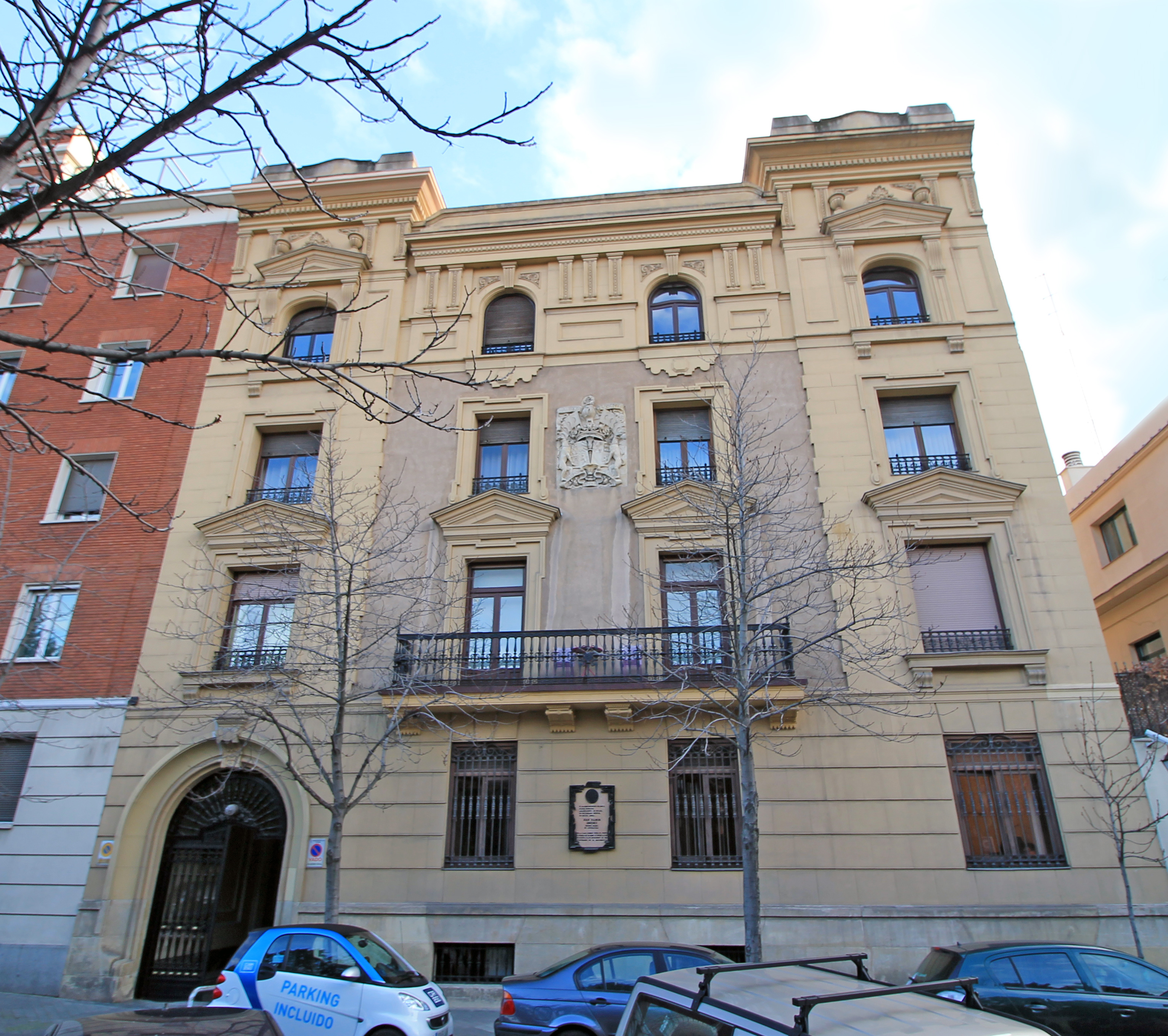
Le 38, calle de Padilla (Madrid), résidence de Zenobia Camprubí et de Juan Ramon Jimenez entre 1929 et 1936, réalisation de Bernardo Giner de los Ríos, pillée par les franquistes à la fin de la guerre d'Espagne.

Bien qu’il tende à l’objectivité et omette dans ce livre une discussion politique de l’architecture, le point de vue de Giner de los Ríos est important vu son activité politique et les liens de sa famille avec l’Institution libre d'enseignement. Le livre adopte un point de vue progressiste, mais technocratique de la modernisation et se concentre sur le rôle de la construction d'écoles et les réalisations d’urbanisme municipal de l’architecture espagnole. Ouvert d’esprit en esthétique, Giner de los Ríos a lui-même construit des écoles dans le style moderne de compromis madrilène, typique de la jeune génération d’architectes, rouge-brique avec des bandes de fenêtres et des moulures simples, comme beaucoup des bâtiments 1930 de la Cité universitaire de Madrid (Ciudad Universitaria). Pourtant, son livre met de côté politique et questions de style architectural pour se concentrer sur les progrès techniques et les réussites de planification. Cette approche souligne la continuité de la pensée architecturale pendant une période d’évolution rapide des régimes et projets politiques.